# Tananarive Due
Tananarive Priscilla Due (Tallahassee, 5 gennaio 1966) è una scrittrice statunitense.

## Biografia
Nata il 5 gennaio 1966 a Tallahassee dall'avvocato John Dorsey e dall'attivista per i diritti civili Patricia Stephens Due, ha conseguito un Bachelor of Science in giornalismo alla Northwestern University e un Master of arts in letteratura inglese e nigeriana all'Università di Leeds.
Dopo gli inizi come giornalista e colonnista per il Miami Herald, ha esordito nella narrativa nel 1995 con il romanzo The Between al quale hanno fatto seguito altre opere (ancora non tradotte in italiano) appartenenti principalmente al genere fantasy, horror e soprannaturale.
Insegnante presso il dipartimento di studi afro-americani presso l'Università della California - Los Angeles, il suo corso dal titolo The Sunken Place prende spunto dal film Scappa - Get Out per analizzare il razzismo in America attraverso lo studio del genere dell'orrore.

## Opere

### Romanzi
- The Between (1995)
- The Black Rose (2000)
- The Good House (2003)
- Joplin's Ghost (2005)
- The Reformatory (2023)

### Raccolte di racconti
- Ghost Summer: Stories (2015)
- The Wishing Pool and Other Stories (2023)

### SerieAfrican Immortals
- My Soul to Keep (1997)
- The Living Blood (2001)
- Blood Colony (2008)
- My Soul to Take (2011)

### SerieTennyson Hardwickcon Blair Underwood e Steven Barnes
- Casanegra (2007)
- In the Night of the Heat (2008)
- From Cape Town with Love (2010)
- South by Southeast (2012)

### SerieDevil's Wakecon Steven Barnes
- Devil's Wake (2012)
- Domino Falls (2013)

## Premi e riconoscimenti

### Vincitrice
American Book Awards
- 2002 con The Living Blood[7]

Premio Bram Stoker al romanzo
- 2023 con The Reformatory[8]

Premio Shirley Jackson
- 2023 nella categoria "Miglior Romanzo con The Reformatory[9]

Premio World Fantasy
- 2024 nella categoria "Miglior Romanzo con The Reformatory[10]